# Jean-Pierre Thomas Duvignau
Pour les articles homonymes, voir Duvignau.
Jean Pierre Thomas Duvignau, né le 16 octobre 1738 à Aiguillon (Lot-et-Garonne), mort le 24 février 1809, est un général de la révolution française.

## États de service
Il entre en service le 29 avril 1751, comme enseigne au régiment de la Tour-du-Pin, il passe lieutenant le 12 juillet 1752, lieutenant en premier et ingénieur ordinaire le 13 février 1758.
Le 27 novembre 1765, il est nommé capitaine, et le 12 novembre 1776, il est fait chevalier de Saint-Louis. Il est major le 17 juillet 1782, lieutenant-colonel le 25 mars 1788, et il est nommé colonel directeur de l’ingénierie à Bayonne le 1er avril 1791.
Il est promu général de brigade à l’armée des Pyrénées le 8 mars 1793, il est admis à la retraite le 3 nivôse an II (23 décembre 1793).
Il meurt le 24 février 1809.

## Sources
- (en) « Generals Who Served in the French Army during the Period 1789 - 1814: Eberle to Exelmans »
- Étienne Charavay, Correspondance général de Carnot, tome 1, imprimerie Nationale, 1887
- (pl) « Napoléon.org.pl »